# Discografia formației Anthrax
Aceasta este discografia formației  Anthrax, o trupă originară din  New York, SUA. Ei au lansat 9 albume de studio, 3 EP-uri, 4 albume live, 9 albume video, 22 de single-uri, 26 de videoclipuri. Această discografie nu conține decât materialele trupei și nu include materialele membrilor sau ale foștilor membri în afara trupei.
Anthrax este o formație americană de Thrash Metal formată în 1981 la New York de Scott Ian și Danny Lilker. Trupa a lansat 9 albume, primul fiind Fistful of Metal în 1984, dar începând cu albumul Spreading the Disease și-au arătat potențialul. Totuși abia odată cu lansarea albumelor Among the Living, care a fost primul lor album certificat cu aur, State of Euphoria care s-a clasat pe locul 31 în topul Billboard 200, Persistence of Time, care s-a clasat pe 24 în același top, și Sound of White Noise, care s-a clasat pe locul 7 în Billboard 200, fiind cea mai mare clasare a trupei. Trupa începuse sa capete notorietate media, toate aceste albume fiind certificate cu aur pentru vânzări de aproximativ (sau peste) 500.000 de exemplare fiecare doar în SUA, aceste albume au primit multiple certificări și în alte țări.

## Albume de studio
| An                                                                                           | Detaliile albumului                                                                                            | Poziție pe chart | Poziție pe chart | Poziție pe chart | Poziție pe chart | Poziție pe chart | Poziție pe chart | Poziție pe chart | Poziție pe chart | Poziție pe chart | Poziție pe chart | Certificări ale vânzărilor                                           |
| An                                                                                           | Detaliile albumului                                                                                            | US               | AUS              | CAN              | FIN              | GER              | NLD              | NOR              | SWE              | SWI              | UK               | Certificări ale vânzărilor                                           |
| -------------------------------------------------------------------------------------------- | --- | ---------------- | ---------------- | ---------------- | ---------------- | ---------------- | ---------------- | ---------------- | ---------------- | ---------------- | ---------------- | -------------------------------------------------------------------- |
| 1984                                                                                         | Fistful of Metal - Lansat: ianuarie 1984 - Casa de discuri: Megaforce - Format: CD, casetă, LP                 | —                | —                | —                | —                | —                | —                | —                | —                | —                | —                |                                                                      |
| 1985                                                                                         | Spreading the Disease - Lansat: 30 octombrie 1985 - Casa de discuri: Megaforce/Island - Format: CD, casetă, LP | 113              | —                | —                | —                | —                | —                | —                | —                | —                | —                |                                                                      |
| 1987                                                                                         | Among the Living - Lansat: 22 martie 1987 - Casa de discuri: Megaforce/Island - Format: CD, casetă, LP         | 62               | —                | —                | —                | —                | —                | —                | 43               | —                | 18               | SUA: Aur (500.000 de exemplare) Anglia: Argint (60.000 de exemplare) |
| 1988                                                                                         | State of Euphoria - Lansat: 18 septembrie 1988 - Casa de discuri: Megaforce/Island - Format: CD, casetă, LP    | 30               | —                | 87               | —                | —                | —                | 17               | 21               | 20               | 12               | SUA: Aur                                                             |
| 1990                                                                                         | Persistence of Time - Lansat: 21 august 1990 - Casa de discuri: Megaforce/Island - Format: CD, casetă, LP      | 24               | 30               | —                | —                | —                | —                | 15               | 46               | —                | 18               | SUA: Aur                                                             |
| 1993                                                                                         | Sound of White Noise - Released: 25 mai 1993 - Label: Elektra - Format: CD, casetă, LP                         | 7                | 30               | 13               | —                | 35               | 52               | —                | 21               | 40               | 14               | SUA: Aur Canada: Aur (50.000 de exemplare)                           |
| 1995                                                                                         | Stomp 442 - Lansat: 24 octombrie 1995 - Casa de discuri: Elektra - Format: CD, casetă, LP                      | 47               | 49               | 81               | 36               | —                | —                | —                | —                | —                | 77               |                                                                      |
| 1998                                                                                         | Volume 8: The Threat Is Real - Lansat: 21 iulie 1998 - Casa de discuri: Tommy Boy - Format: CD, casetă         | 118              | —                | —                | 38               | 43               | —                | —                | —                | —                | 73               |                                                                      |
| 2003                                                                                         | We've Come for You All - Lansat: 6 mai 2003 - Casa de discuri: Sanctuary/Nuclear Blast - Format: CD, LP        | 122              | —                | —                | —                | 22               | —                | —                | —                | —                | 102              |                                                                      |
| „—” indică lansări care nu au intrat în clasamentele din țările respective pe nicio poziție. | |                  |                  |                  |                  |                  |                  |                  |                  |                  |                  |                                                                      |

## Albume live
| An   | Detaliile albumului                                                                                           |
| ---- | --- |
| 1994 | The Island Years - Lansat: 5 aprilie 1994 - Casa de discuri: Island (314 518 920-2) - Format: CD, LP          |
| 2004 | Music of Mass Destruction - Lansat: 20 aprilie 2004 - Casa de discuri: Sanctuary (06076-84688-2) - Format: CD |
| 2005 | Alive 2 - Lansat: 20 septembrie 2005 - Casa de discuri: Sanctuary (06076-84764-2) - Format: CD                |
| 2007 | Caught in a Mosh: BBC Live in Concert - Lansat: 22 ianuarie 2007 - Casa de discuri: Universal - Format: CD    |

## Albume compilație
| An                                                                                           | Detaliile albumului | Cea mai bună poziție | Cea mai bună poziție | Cea mai bună poziție | Cea mai bună poziție | Cea mai bună poziție | Cea mai bună poziție | Certificări ale vânzărilor |
| An                                                                                           | Detaliile albumului | US                   | AUS                  | AUT                  | CAN                  | SWE                  | UK                   | Certificări ale vânzărilor |
| -------------------------------------------------------------------------------------------- | --- | -------------------- | -------------------- | -------------------- | -------------------- | -------------------- | -------------------- | -------------------------- |
| 1991                                                                                         | Attack of the Killer B's - Lansat: 25 iunie 1991 - Casa de discuri: Island (422 848 804-2) - Format: CD, CS, LP                      | 27                   | 50                   | 20                   | 45                   | 38                   | 13                   | SUA: Aur                   |
| 1998                                                                                         | Moshers… 1986–1991 - Lansat: 22 septembrie 1998 - Casa de discuri: Connoisseur (VSOPCD 252) - Format: CD                             | —                    | —                    | —                    | —                    | —                    | —                    |                            |
| 1999                                                                                         | Return of the Killer A's - Lansat: 23 noiembrie 1999 - Casa de discuri: Beyond (63985-78067-2) - Format: CD                          | —                    | —                    | —                    | —                    | —                    | —                    |                            |
| 2001                                                                                         | Madhouse: The Very Best of Anthrax - Lansat: 26 iunie 2001 - Casa de discuri: Island (314 586 004-2) - Format: CD                    | —                    | —                    | —                    | —                    | —                    | —                    |                            |
| 2002                                                                                         | Classic Anthrax: The Universal Masters Collection - Lansat: 19 februarie 2002 - Casa de discuri: Island (314 586 324-2) - Format: CD | —                    | —                    | —                    | —                    | —                    | —                    |                            |
| 2002                                                                                         | The Collection - Lansat: 9 iunie 2002 - Casa de discuri: Spectrum (544 991-2) - Format: CD                                           | —                    | —                    | —                    | —                    | —                    | —                    |                            |
| 2004                                                                                         | The Greater of Two Evils - Lansat: 23 noiembrie 2004 - Casa de discuri: Sanctuary (06076-84709-2) - Format: CD                       | —                    | —                    | —                    | —                    | —                    | —                    |                            |
| 2005                                                                                         | Anthrology: No Hit Wonders (1985–1991) - Lansat: 20 septembrie 2005 - Casa de discuri: Island Def Jam (B0004996-02) - Format: CD     | —                    | —                    | —                    | —                    | —                    | —                    |                            |
| „—” indică lansări care nu au intrat în clasamentele din țările respective pe nicio poziție. | |                      |                      |                      |                      |                      |                      |                            |

## Alte materiale
| 1985                                                                                         | Armed and Dangerous - Lansat: februarie 1985 - Casa de discuri: Megaforce (MRS-05) - Format: CD, casetă, LP | —  | —  | —  |                                                          |
| 1987                                                                                         | I'm the Man - Casa de discuri: Island (ISM-1163) - Format: 7", 12", CD, CS                                  | 53 | 42 | 20 | SUA: Platină (pentru 1.000.000 de exemplare) Canada: Aur |
| 1989                                                                                         | Penikufesin - Lansat: august 1989 - Casa de discuri: Island (209 950) - Format: CD, CS, LP                  | —  | —  | —  |                                                          |
| „—” indică lansări care nu au intrat în clasamentele din țările respective pe nicio poziție. | |    |    |    |                                                          |

## Single-uri
| An                                                                                           | Cântec                              | Poziție pe chart | Poziție pe chart | Poziție pe chart       | Album                        |
| An                                                                                           | Cântec                              | US Main.         | NLD              | UK                     | Album                        |
| -------------------------------------------------------------------------------------------- | ----------------------------------- | ---------------- | ---------------- | ---------------------- | ---------------------------- |
| 1984                                                                                         | „Soldiers of Metal”                 | —                | —                | —                      | Fistful of Metal             |
| 1985                                                                                         | „Madhouse”                          | 32               | —                | —                      | Spreading the Disease        |
| 1987                                                                                         | „I'm the Man”                       | —                | —                | 20                     | I'm the Man                  |
| 1987                                                                                         | „I Am the Law”                      | 27               | —                | 32                     | Among the Living             |
| 1987                                                                                         | „Indians”                           | —                | —                | 44                     | Among the Living             |
| 1988                                                                                         | „Make Me Laugh”                     | —                | —                | 26                     | State of Euphoria            |
| 1989                                                                                         | „Antisocial”                        | 28               | —                | 44                     | State of Euphoria            |
| 1990                                                                                         | „Got the Time”                      | 21               | —                | 16                     | Persistence of Time          |
| 1990                                                                                         | „In My World”                       | 13               | —                | 29                     | Persistence of Time          |
| 1991                                                                                         | „Bring the Noise” (cu Public Enemy) | 19               | —                | 14                     | Attack of the Killer B's     |
| 1993                                                                                         | „Black Lodge”                       | 38               | —                | 53                     | Sound of White Noise         |
| 1993                                                                                         | „Hy Pro Glo”                        | —                | —                | —                      | Sound of White Noise         |
| 1993                                                                                         | „Only”                              | 6                | 48               | 36                     | Sound of White Noise         |
| 1993                                                                                         | „Room for One More”                 | 14               | —                | —                      | Sound of White Noise         |
| 1995                                                                                         | „Fueled”                            | 10               | —                | —                      | Stomp 442                    |
| 1996                                                                                         | „Nothing”                           | 23               | —                | 98                     | Stomp 442                    |
| 1996                                                                                         | „Bordello of Blood”                 | —                | —                | —                      | Bordello of Blood            |
| 1998                                                                                         | „Inside Out”                        | 25               | —                | 126                    | Volume 8: The Threat Is Real |
| 1999                                                                                         | „Ball of Confusion”                 | —                | —                | —                      | Return of the Killer A's     |
| 2003                                                                                         |                                     |                  |                  |                        |                              |
| „Safe Home”                                                                                  | 34                                  | —                | —                | We've Come for You All |                              |
| „Taking the Music Back”                                                                      | —                                   | —                | —                | We've Come for You All |                              |
| „—” indică lansări care nu au intrat în clasamentele din țările respective pe nicio poziție. |                                     |                  |                  |                        |                              |

## Albume video
| An   | Detaliile albumului | Certificări |
| ---- | --- | ----------- |
| 1987 | N.F.V.: Oidivnikufesin - Casa de discuri: PolyGram Video - Format: VHS                                                                | SUA: Aur    |
| 1991 | Through Time P.O.V. - Lansat: 1 iulie 1991 - Casa de discuri: PolyGram Video - Format: VHS                                            |             |
| 1991 | Live Noize - Casa de discuri: PolyGram Video - Format: VHS                                                                            |             |
| 1994 | White Noise: The Videos - Casa de discuri: Elektra - Format: VHS                                                                      |             |
| 1999 | Return of the Killer A's: Video Collection - Lansat: 23 noiembrie 1999 - Casa de discuri: Beyond - Format: VHS, DVD                   |             |
| 2004 | Music of Mass Destruction - Lansat: 20 aprilie 2004 - Casa de discuri: Sanctuary - Format: DVD                                        |             |
| 2005 | Rock Legends - Released: 28 august 2005 - Label: Wienerworld - Format: DVD                                                            |             |
| 2005 | Alive 2: The DVD - Lansat: 20 septembrie 2005 - Casa de discuri: Sanctuary - Format: DVD                                              |             |
| 2005 | Anthrology: No Hit Wonders (1985–1991) The Videos - Lansat: Septembrie 20, 2005 - Casa de discuri: Island Def Jam - Format: DVD       |             |
| 2010 | The Big 4 Live From Sofia, Bulgaria - Lansat: Octobrie 15, 2010 - Casa de discuri: Universal Music Records - Format: DVD, Blu-Ray, CD |             |

## Videoclipuri
| An   | Titlu                                            | Regizor                    |
| ---- | ------------------------------------------------ | -------------------------- |
| 1984 | „Metal Thrashing Mad”                            | ?                          |
| 1985 | „Madhouse”                                       | Amos Poe                   |
| 1987 | „Indians”                                        | Jean Pellerin              |
| 1987 | „I'm the Man”                                    | John Mills                 |
| 1987 | „Caught in a Mosh” (versiunea 1)                 | John Mills                 |
| 1987 | „I Am the Law”                                   | John Mills                 |
| 1987 | „Among the Living”                               | John Mills                 |
| 1988 | „Gung-Ho”                                        | John Mills                 |
| 1988 | „Antisocial”                                     | John Mills                 |
| 1988 | „Who Cares Wins”                                 | Paul Rachman               |
| 1988 | „Bring the Noise” (cu Public Enemy; versiunea 1) | Eric Zimmerman             |
| 1990 | „In My World”                                    | Ian Fletcher               |
| 1990 | „Got the Time”                                   | Parris Mayhew              |
| 1991 | „Belly of the Beast”                             | Ian Fletcher               |
| 1991 | „Bring the Noise” (cu Public Enemy; versiunea 2) | Mick Mayhew, Parris Mayhew |
| 1993 | „Only”                                           | Paul Elledge               |
| 1993 | „Black Lodge”                                    | Mark Pellington            |
| 1994 | „Room for One More”                              | George Dougherty           |
| 1994 | „Hy Pro Glo”                                     | George Dougherty           |
| 1995 | „Fueled”                                         | Marcos Siega               |
| 1996 | „Nothing”                                        | Marcos Siega               |
| 1998 | „Inside Out”                                     | Marcos Siega               |
| 2003 | „Safe Home”                                      | Robert Carlsen             |
| 2004 | „What Doesn't Die”                               | Michael John Sarna         |
| 2004 | „Deathrider”                                     | ?                          |
| 2005 | „Caught in a Mosh” (versiunea 2)                 | Dale Resteghini            |